# Amenaza nuclear por la invasión rusa de Ucrania (2022-presente)
La amenaza nuclear por la invasión rusa de Ucrania se refiere a la posibilidad de que Rusia use un arma nuclear táctica y el riesgo subsiguiente de una escalada nuclear que involucre a la OTAN. Esta posibilidad de escalada ha sido ampliamente discutida por comentaristas y medios de comunicación, especialmente desde agosto de 2022. La discusión se vio intensificada después de que varios mandatarios rusos de alto rango, incluido el presidente Vladímir Putin y el ministro de Relaciones Exteriores Serguéi Lavrov, hicieran declaraciones percibidas como una amenaza de uso de armas nucleares.
Posterior a que el 25 de septiembre de 2024, el presidente Vladímir Putin anunciara cambios en la doctrina nuclear de Rusia; el 19 de noviembre de 2024 anunció la ratificación de ésta en la que menciona que una agresión contra Rusia de cualquier país que forme parte de un bloque militar será considerada una agresión del bloque en su conjunto.

## Declaraciones de mandatarios rusos
Cuatro días después del lanzamiento de la invasión rusa, el 28 de febrero, el presidente Putin ordenó a las fuerzas nucleares de Rusia entrar en un "modo especial de servicio de combate", un estado de alerta máxima.
El 20 de abril de 2022, Rusia llevó a cabo su primer lanzamiento de prueba del RS-28 Sarmat, un nuevo misil balístico intercontinental de largo alcance (ICBM). Putin dijo que el nuevo misil podría derrotar cualquier defensa antimisiles, y que debería hacer que los países que amenazan a Rusia "se lo piensen dos veces". El Departamento de Defensa de los Estados Unidos confirmó que Rusia había notificado adecuadamente a los Estados Unidos sobre el lanzamiento con anticipación, de conformidad con el Nuevo START, y que los Estados Unidos consideraban la rutina de prueba y no una amenaza.
El 24 de abril, en aparente respuesta a la reunión del secretario de Estado de los Estados Unidos con Volodímir Zelenski en Kiev el 23 de abril, el ministro de Relaciones Exteriores ruso S. Lavrov declaró que un mayor apoyo a Ucrania podría causar tensiones que podrían conducir a un escenario de Tercera Guerra Mundial que involucre todo el arsenal de armas de Rusia. El día después de los comentarios de Lavrov, CNBC informó que el secretario estadounidense Lloyd Austin se refirió a la guerra nuclear de Rusia retórica como "peligrosa e inútil".
En aparente respuesta al despliegue de tanques armados de Alemania en Ucrania, Putin anunció en la asamblea legislativa rusa que Rusia respondería a cualquier provocación militar combativa desde fuera de Ucrania con una acción urgente rápida posible solo con el arsenal único de armas nucleares de Rusia. Secretario de prensa del Pentágono  John Kirby calificó la afirmación de Putin de potencia nuclear contraria al proceso de resolución pacífica del conflicto actual en Ucrania.
El 29 de mayo, tras rechazar las acusaciones hechas contra del ejército ruso sobre las supuestas atrocidades en Bucha, el embajador ruso en el Reino Unido, Andréi Kelin, dijo en una entrevista con la BBC que no creía que Rusia usara armas nucleares tácticas en Ucrania a menos que la soberanía rusa estuviera en peligro.
El 21 de septiembre, mientras anunciaba una movilización general de reclutas, Putin declaró que Rusia «usará todos los medios a nuestra disposición». Esta afirmación fue interpretada por muchos como una amenaza de uso de armas nucleares, para defender el territorio del país. Putin añadió que su amenaza "no era una fanfarronada", y acusó infundadamente a la OTAN de usar el «chantaje nuclear» y de amenazar con el uso de armas nucleares contra Rusia, añadiendo que consideraba que las armas nucleares rusas eran tecnológicamente superiores a las armas nucleares de la OTAN. El ministro de Relaciones Exteriores de Rusia S. Lavrov no descartó el uso de armas nucleares para defender los territorios ucranianos anexados por Rusia. Varios días después, el expresidente ruso y aliado de Putin Dmitri Medvédev hizo una amenaza más explícita de un ataque nuclear contra Ucrania.
El 1 de octubre, Ramzán Kadírov, jefe de la República de Chechenia, pidió a Rusia que usara armas nucleares de bajo rendimiento en Ucrania en respuesta a la segunda batalla de Limán, lo que lo convirtió, en el primer mandatario ruso prominente en pedir directamente el uso de armas nucleares. En respuesta a los comentarios de Kadyrov, el secretario de prensa del Kremlin, Dmitri Peskov, dijo que el uso de armas nucleares estaría determinado por Rusia y las armas de destrucción masiva se ajustarían a la estrategia militar rusa y, en ningún caso, no por impulsos emocionales.

## Reacciones internacionales
El 14 de abril, The New York Times informó sobre los comentarios del director de la CIA, William Burns, que había declarado que la "desesperación potencial" podría llevar al presidente Putin a ordenar el uso de armas nucleares tácticas.
El 4 de mayo, el Senado de los Estados Unidos celebró la "Audiencia sobre la preparación nuclear en medio de la guerra entre Rusia y Ucrania", donde el almirante Charles A. Richard declaró que las capacidades de defensa actuales de la tríada nuclear en los Estados Unidos estaban operando a un nivel mínimo aceptable de capacidad operativa, con las reservas rusas y las reservas chinas actualmente más grandes que las de los Estados Unidos. El 6 de mayo, el portavoz del Ministerio de Relaciones Exteriores de Rusia, Alexéi Zaitsev, declaró que Rusia no usaría armas nucleares en Ucrania, describiendo su uso como "no aplicable a la 'operación militar especial' rusa".
El 23 de mayo, el diplomático ruso Boris Bondarev renunció a su cargo y emitió una crítica de la invasión, destacando la posición de Lavrov sobre el uso potencial de armas nucleares rusas: "En 18 años, él (Lavrov) pasó de ser un intelectual profesional y educado. ¡A una persona que constantemente transmite declaraciones contradictorias y amenaza al mundo con armas nucleares!"  El primer ministro de Japón, Fumio Kishida, declaró que Japón apoyaría una mayor discusión internacional sobre Rusia y sus amenazas de armas nucleares durante la invasión de Ucrania en la próxima reunión de no proliferación nuclear que tendrá lugar el próximo agosto. El 20 de junio, la "Conferencia sobre el impacto humanitario de las armas nucleares" se inauguró en Viena para discutir los posibles efectos catastróficos de las armas nucleares en medio de los crecientes temores sobre el posible uso de armas nucleares por parte de Rusia durante la invasión de Ucrania en 2022.
El 1 de julio, durante una visita de Lavrov a Bielorrusia, el presidente bielorruso Alexander Lukashenko indicó su apoyo a Moscú para usar armas nucleares contra las amplias amenazas de hegemonía occidental sobre Rusia y sus aliados demostradas durante el conflicto en Ucrania.
El 13 de agosto, en una entrevista con la BBC, Jim Hockenhull, el jefe saliente de la Inteligencia Militar del Reino Unido, dijo que consideraba que la posibilidad de que Rusia usara armas nucleares inminentemente era "improbable".
En una entrevista de septiembre de 2022, se le preguntó al presidente de los Estados Unidos, Joe Biden, qué consecuencias se derivarían del uso ruso de armas nucleares. Biden respondió: "¿Crees que te lo diría si supiera exactamente lo que sería? Por supuesto, no te lo voy a decir. Será consecuente...  Se convertirán en más parias en el mundo que nunca. Y dependiendo de la extensión de lo que hagan determinará qué respuesta ocurriría". El 26 de septiembre, el asesor de seguridad nacional Jake Sullivan habló de "consecuencias catastróficas" si Rusia usaron armas nucleares, y agregó que "en canales privados hemos explicado con mayor detalle (a Rusia) exactamente lo que eso significaría". El secretario de Estado Antony Blinken se refirió de manera similar a una respuesta "catastrófica" de Estados Unidos.
El Secretario General de la OTAN Jens Stoltenberg declaró el 21 de septiembre que la OTAN "no se involucraría en el mismo tipo de retórica nuclear imprudente y peligrosa que el presidente Putin". El 4 de octubre, el ministro de Relaciones Exteriores británico James Cleverly dijo que cualquier uso ruso de armas nucleares llevaría a consecuencias. El ministro de Asuntos Exteriores de Polonia Zbigniew Rau ha declarado que una respuesta de la OTAN debería ser "devastadora", pero no nuclear. Rau también declaró el 5 de octubre que había pedido a Estados Unidos que basara armas nucleares en territorio polaco; esto puede haber sido en parte en respuesta a la reciente amenaza nuclear de Rusia, y en parte en respuesta a la perspectiva de que Rusia base armas nucleares en Bielorrusia.
El 6 de octubre de 2022, durante un discurso en un evento privado de recaudación de fondos en la ciudad de Nueva York, Biden dijo que por «primera vez desde la crisis de los misiles cubanos, tenemos una amenaza directa del uso del arma nuclear si, de hecho, las cosas continúan por el camino que han estado yendo ... Piénsalo: no nos hemos enfrentado a la perspectiva de un holocausto nuclear desde Kennedy y la crisis de los misiles cubanos. Tenemos un tipo que conozco bastante bien; su nombre es Vladímir Putin. Pasé una buena cantidad de tiempo con él. No está bromeando cuando habla sobre el uso potencial de armas tácticas y nucleares, o armas biológicas o químicas, porque su ejército es, se podría decir, significativamente bajo rendimiento ... No creo que exista tal cosa como la capacidad de usar fácilmente un arma nuclear táctica y no terminar con el Armagedón». Según Associated Press, Biden a veces habla de manera desprevenida, solo con notas aproximadas, en tales recaudaciones de fondos privadas; la Secretaria de Prensa de la Casa Blanca Karine Jean-Pierre dijo más tarde que los comentarios de Biden no se basaban en nueva inteligencia o información. En una entrevista con Jake Tapper de CNN que se emitió el 11 de octubre de 2022, Biden dijo que no creía que Putin finalmente recurriera al despliegue de armas nucleares en Ucrania, pero criticó las declaraciones de Putin sobre el tema como "irresponsables".
En una entrevista con la BBC el 11 de octubre de 2022, el Government Communications Headquarters de Reino Unido dijo que la agencia no había visto indicios de que Rusia se estuviera preparando para el uso de un arma nuclear táctica. Más tarde,  en una declaración emitida el 18 de octubre, el mayor general Kyrylo Budanov, Jefe de la Dirección Principal de Inteligencia del Ministerio de Defensa, dijo que no creía que Rusia usaría armas nucleares en Ucrania.

## Análisis
Eric Schlosser, publicó en la revista The Atlantic el 22 de junio de 2022 que el "ruido de sables nucleares"  parecía sugerir que los objetivos más probables de un ataque nuclear eran: "(1) una detonación sobre el Mar Negro, que no causaría víctimas pero demostraría la intención de cruzar el umbral nuclear y señaló que puede venir algo peor, (2) un ataque de decapitación contra el liderazgo ucraniano, intentando matar al presidente Volodímir Zelenski y sus asesores en sus búnkeres subterráneos, (3) un asalto nuclear contra un objetivo militar ucraniano, tal vez una base aérea o un depósito de suministros, que no tiene la intención de dañar a civiles, y (4) la destrucción de una ciudad ucraniana, causando bajas civiles masivas y creando terror para precipitar una rendición rápida, los mismos objetivos que motivaron los bombardeos atómicos de Hiroshima y Nagasaki. El experto militar del CSIS Mark Cancian sugirió la posibilidad de detonar en lo alto de la atmósfera para producir un pulso electromagnético y eliminar el equipo electrónico.

El 7 de septiembre, The Washington Post informó que el alto mando militar ruso había publicado un análisis que decía que las armas nucleares tácticas seguían siendo una opción viable para su uso contra Ucrania, citando al comandante en jefe ucraniano Valeriy Zaluzhnyi diciendo: 
"Existe una amenaza directa del uso, bajo ciertas circunstancias, de armas nucleares tácticas por parte de las Fuerzas Armadas rusas ... También es imposible descartar por completo la posibilidad de la participación directa de los principales países del mundo en un conflicto nuclear 'limitado', en el que la perspectiva de la Tercera Guerra Mundial ya es directamente visible".
Hans M. Kristensen, director del Proyecto de Información Nuclear de la Federación de Científicos Estadounidenses, dijo que "si comienzas a detonar armas nucleares en el área, potencialmente obtienes lluvia radiactiva |que no puedes controlar, también podría llover sobre tus propias tropas, por lo que podría no ser una ventaja hacerlo en el campo". También dijo que "el gran problema es con las personas tanto dentro del sistema ruso, como en el público en general, si piensan en las armas nucleares tácticas como algo pequeño; algo menos grave o algo casi bien". El 1 de octubre de 2022, el Instituto para el Estudio de la Guerra argumentó que los soldados rusos son "casi seguramente incapaces de operar en un campo de batalla nuclear", debido a su desorganización, y que esta incapacidad para avanzar a través de un entorno nuclear reduce la probabilidad del uso de armas nucleares tácticas rusas en primer lugar.
En un análisis del 2 de octubre de 2022, The Jerusalem Post declaró: "La mayoría de los expertos no creen que el presidente ruso, Vladimir Putin, realmente use armas nucleares en Ucrania al final del día, pero el número de aquellos que piensan que lo hará o podría está creciendo". Diferentes analistas plantearon la hipótesis de diferentes respuestas occidentales iniciales, dependiendo en parte de la naturaleza del ataque nuclear ruso inicial contra Ucrania. Las respuestas iniciales hipotéticas incluyeron: aumento de las sanciones, un asalto convencional contra las fuerzas rusas en Ucrania, un ataque nuclear contra las fuerzas rusas en Ucrania o un ataque nuclear contra Bielorrusia. Su análisis agregó que, incluso si Rusia usara un arma nuclear, "la probabilidad sigue siendo no" de que conduzca a una guerra nuclear completa. Mark Cancian ha sugerido un aumento de los envíos de armas, incluidas armas previamente restringidas como aviones de la OTAN, baterías antimisiles avanzadas y misiles de largo alcance ATACMS.